# Archytoepalpus rifiventris
Archytoepalpus rifiventris är en tvåvingeart som beskrevs av Townsend 1927. Archytoepalpus rifiventris ingår i släktet Archytoepalpus och familjen parasitflugor. Inga underarter finns listade.